# 克雷蒂安·德·特鲁瓦

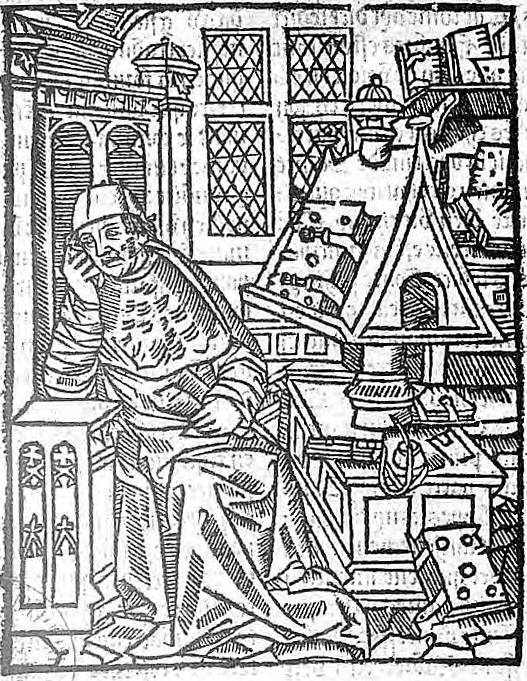
克雷蒂安·德·特鲁瓦

克雷蒂安·德·特鲁瓦（法語發音：[kʁe.tjɛ̃ də.tʁwa]），12世纪后期法国行吟诗人。因其创作了有关亚瑟王的作品与圣杯传说而闻名。他有可能是一名神职人员，出生于约公元1135年，家乡在香槟。

## 内部链接
- 游吟诗人
- 抒情诗